# Gembloux
Gembloux (wallonisch Djiblou, niederländisch Gembloers) ist eine Stadt in der belgischen Provinz Namur der Region Wallonien mit 26.496 Einwohnern (Stand: 1. Januar 2024). Die Stadt beherbergt in den Gebäuden der ehemaligen Abtei Gembloux die Fakultät für Landwirtschaft und Biologischen Ingenieurwissenschaften Gembloux Agro-Bio Tech, die seit 2009 zur Universität Lüttich gehört. Bekannt ist Gembloux auch als Herkunftsort von Essbesteck. Im Jahr 2005 wurde der Belfried von Gembloux in die Liste des UNESCO-Welterbes aufgenommen. Von der ehemaligen Abtei Argenton in der Ortschaft Lonzée sind noch Gebäude erhalten, die aber nicht besichtigt werden können.

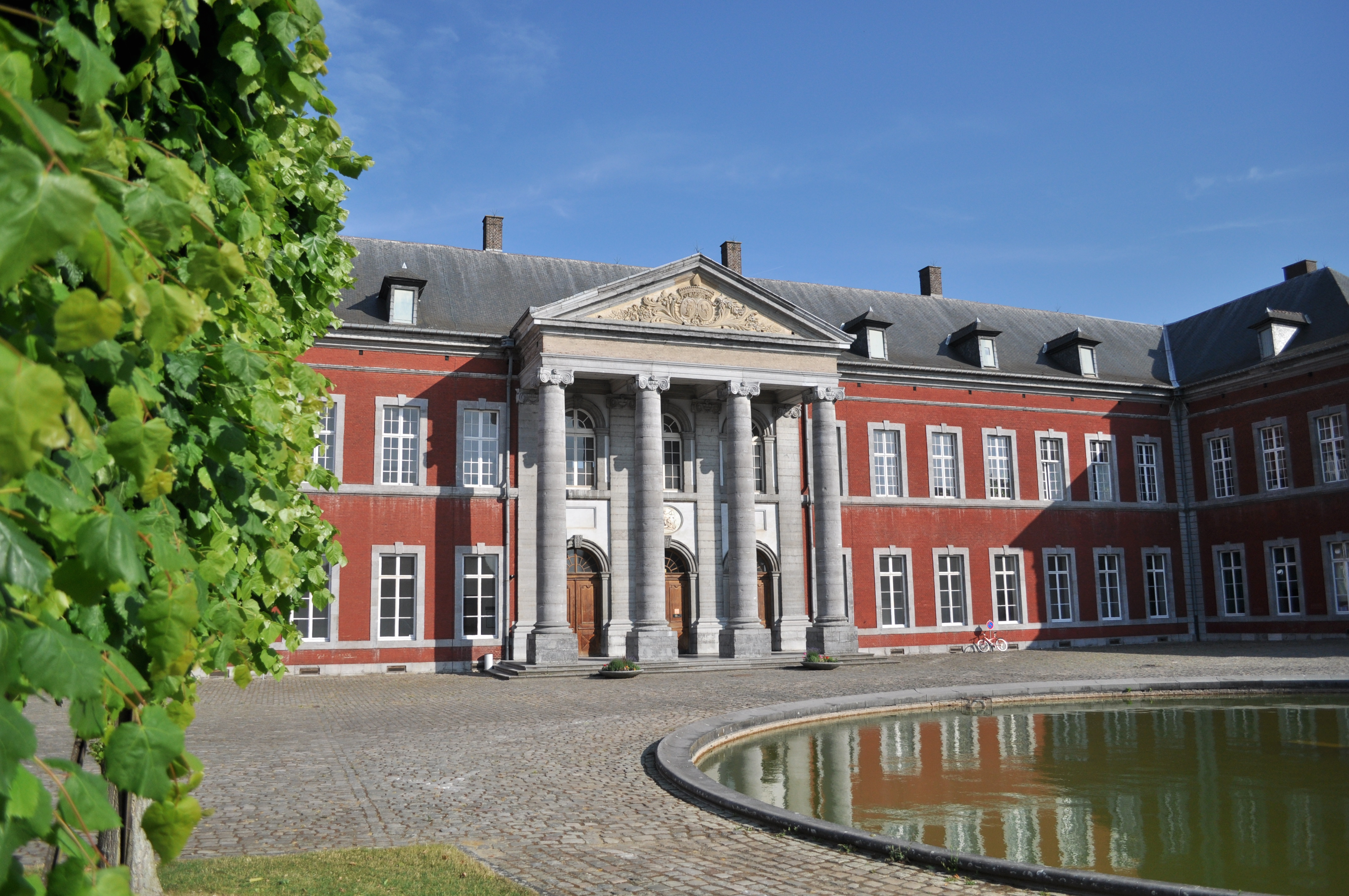
Ehemalige Abtei Gembloux, heute Gembloux Agro-Bio Tech (GxABT)

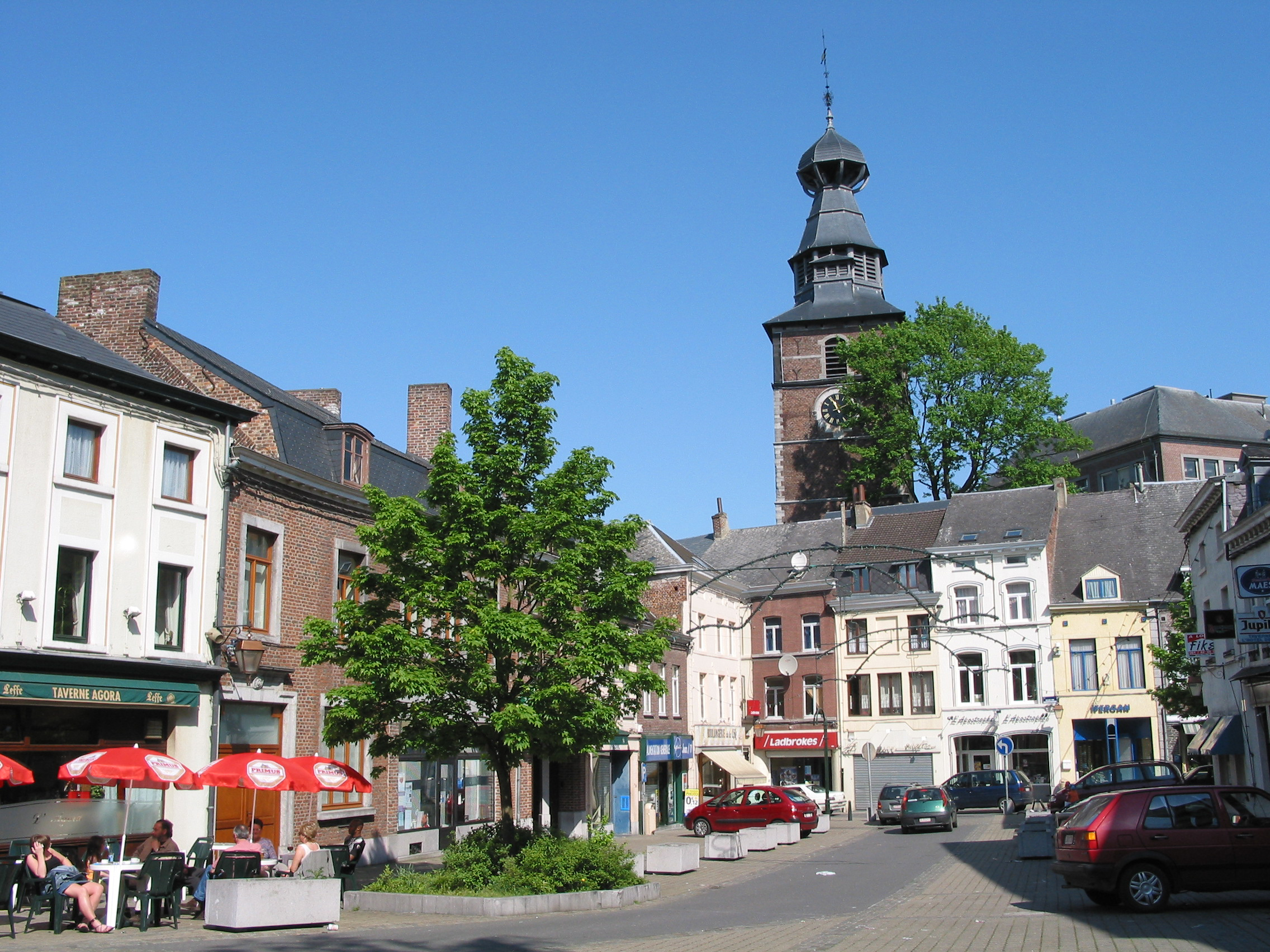
Rathausplatz und Belfried in Gembloux

## Stadtgliederung
Die Stadtgemeinde Gembloux besteht nach den Gemeindefusionen 1965 und 1977 aus zwölf Ortschaften:
| - Beuzet - Bossière - Bothey - Corroy-le-Château - Ernage - Gembloux | - Grand-Manil - Grand-Leez - Isnes - Lonzée - Mazy - Sauvenière |

## Geschichte
Im Jahr 936 gründete der heilige Guibert eine Abtei, die 946 von Otto I. (HRR) bestätigt und unter seinen Schutz gestellt wurde. Um dieses Benediktinerkloster, das ab dem 11. Jahrhundert über ein wertvolle Bibliothek verfügte, herum entstand der Ort Gembloux.
Im 14. Jahrhundert war Gembloux von Brabant unterworfen.
1578 fand in der Nähe der Stadt während des Achtzigjährigen Krieges die Schlacht von Gembloux statt.
Im Zweiten Weltkrieg war im Mai 1940 während des Westfeldzuges das Gelände um Gembloux entscheidend, weil die Dyle-Stellung hier die „Gembloux-Lücke“ (Trouée de Gembloux) aufwies, wo sich die Verteidiger keiner natürlichen Hindernisse bedienen konnten und daher über 400 moderne Panzer aufstellten. In der Schlacht bei Hannut konnten sie am 12. Mai 1940 das Panzerkorps Hoepner zunächst stoppen und dessen vorwiegend leichten Panzereinheiten schwere Verluste zufügen. Am nächsten Tag gelang der Wehrmacht durch Fokussierung auf einen kleinen Frontabschnitt und Luftwaffenunterstützung der Durchbruch durch die Gembloux-Stellung.

## Städtepartnerschaften
Gembloux unterhält Städtepartnerschaften mit
- Épinal in Lothringen (Frankreich)
- Loughborough in der Grafschaft Leicestershire (Großbritannien)
- Skyros in Griechenland
- Aller in Asturien (Spanien)
- Marsannay-la-Côte in Burgund (Frankreich)

## Persönlichkeiten
- Wigbert von Darnau (Guibert von Gorze), Gründer der Abtei von Gembloux im 10. Jahrhundert, heiliggesprochen
- Sigebert von Gembloux (um 1030–1112), Historiograph und Theologe
- Albert Henry (1910–2002), in Grand-Manil geborener Romanist und Mediävist
- William Cliff (* 1940), Dichter und Schriftsteller
- Jean-Pierre Verheggen (1942–2023), Schriftsteller
- Jo Lemaire (* 1956), Musikerin